# 斯特里利齊夫卡
49°18′4″N 39°50′59″E / 49.30111°N 39.84972°E
斯特里利齊夫卡（烏克蘭語：Стрільцівка）是位於烏克蘭東部的村莊，由盧甘斯克州舊比利斯克區的米洛韋市鎮負責管轄。該村始建於1730年，面積5.18平方公里，海拔高度84米，2001年人口566，人口密度每平方公里109.3人。